# 518
518 (DXVIII) var ett normalår som började en måndag i den julianska kalendern.

## Händelser
- 9 juli – Justinus I blir bysantinsk kejsare.

## Födda
- Hau Ly Nam De, kejsare av Vietnam.
- Yomei, kejsare av Japan.

## Avlidna
- 9 juli – Anastasios I, bysantinsk kejsare